# Anthaxia bilyi
Anthaxia bilyi es una especie de escarabajo del género Anthaxia, familia Buprestidae. Fue descrita científicamente por Curletti en 1984.